# برزخ

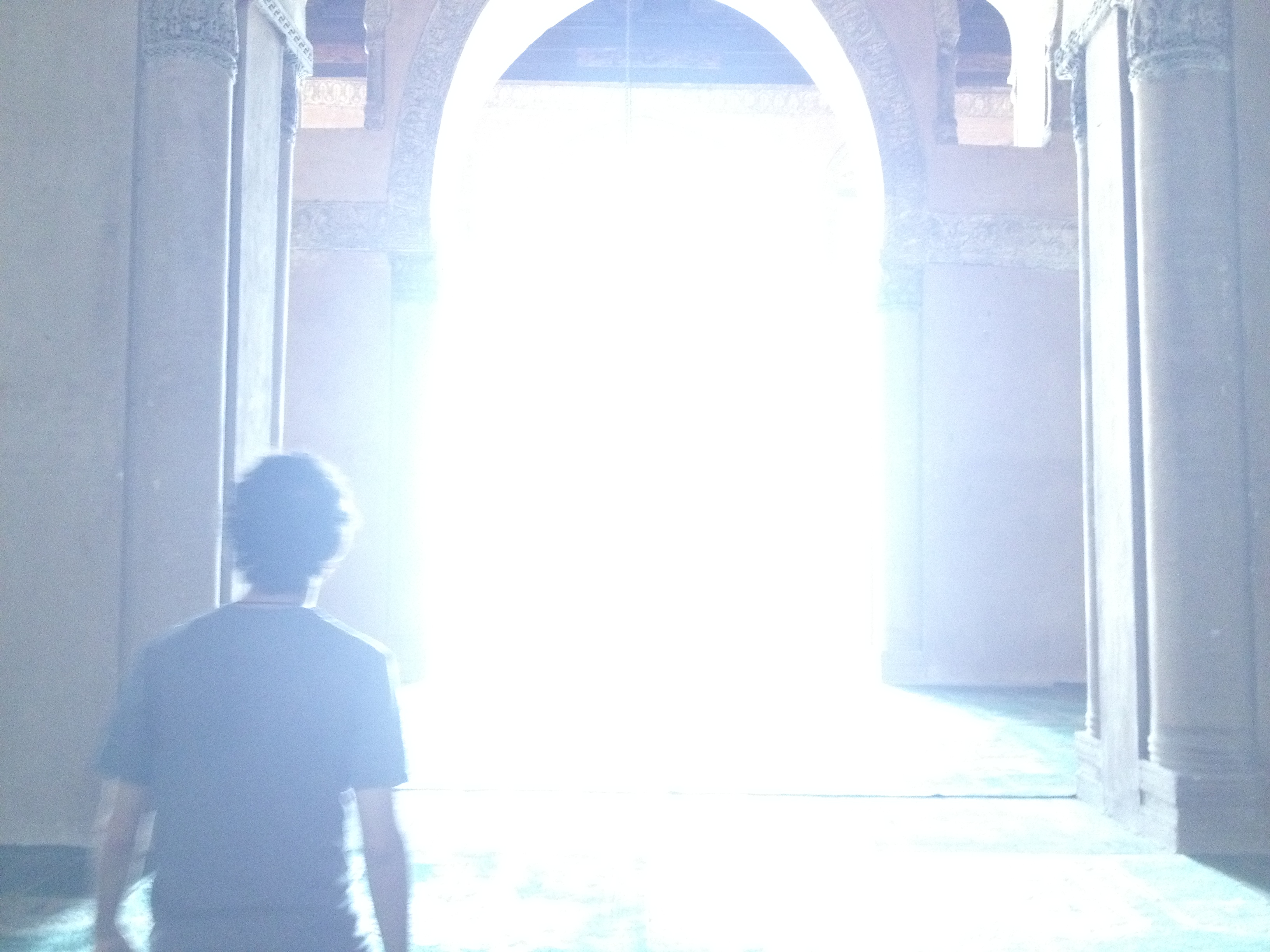
شخصی که در نور قدم می‌زند

برزخ، مکانی در ادیان یهودیت، مسیحیت و اسلام است که جهانی مانند زمین، بهشت و دوزخ است؛ اما مردمِ آن که مُردِگان هستند وضعیت هیچ‌کدام از این جهان‌ها را ندارند. انسان‌ها پس از مرگ، از این جهان به عالم برزخ می‌روند.

## برزخ در قرآن
عبارت برزخ ۳ بار در قرآن در سوره المؤمنون آیه ۱۰۰ و سوره الفرقان آیه ۵۳ و سوره الرحمن آیه ۲۰ آمده‌است،
از آیات قرآن کاملاً این مطلب استفاده می‌شود که غیر از دنیای قیامت که در آن به حساب کلی افراد رسیدگی می‌شود، دنیای دیگری در بین این دنیا و دنیای قیامت وجود دارد که آن را اصطلاحاً عالم برزخ می‌گویند. 
برزخ یعنی حائل و واسطه. عالم برزخ یعنی عالمی که در بین عالم دنیا و عالم آخرت قرار گرفته؛ و لذا در عالم برزخ هم با اینکه هنوز حساب کلی افراد رسیدگی نشده‌است و در قیامت باید رسیدگی بشود، افراد مختلف‌اند، بعضی متنعمند و بعضی معذب. 
این است که سجاد فرموده‌اند: «القبر اما روضه من ریاض الجنه، او حفره من حفر النیران» عالم قبر برای انسان یا به منزله باغی است از باغهای بهشت یا به منزله گودالی است از گودالهای جهنم. اهل سعادت، از همان آن توفی و مردن، سعادتشان شروع می‌شود، و اهل عذاب، از همان آن مردن، عذاب برزخی آن‌ها آغاز می‌گردد.
این آیه بر همین مطلب دلالت می‌کند قرآن نمی‌گوید که قبل از قیامت، مردم، چه سعید و چه شقی همین‌طور منتظر نگهداشته می‌شوند برای محاکمه نهایی و تا آن وقت همه در یک حالت انتظار به سر می‌برند؛
و لذا می‌فرماید اگر ببینی آن زمان را که فرشتگان می‌آیند اخذ می‌کنند، توفی می‌کنند، تحویل می‌گیرند به تمام و کمال کافران را و فقط بدنشان می‌ماند که بعد می‌پوسد، و اینها را معذب می‌دارند (عذاب عالم برزخ). این بدن دیگر در کار نیست ولی مع‌ذلک عذابش هست.
«یضربون وجوههم و ادبارهم» از پیش رو و پشت سر، اینها را می‌زنند و به آن‌ها می‌گویند عذاب سوزان را بچشید. «ذلک بما قدمت ایدیکم، و ان الله لیس بظلام للعبید». این آیه دو فراز دارد: یکی «ذلک بما قدمت ایدیکم» و دیگر: «و ان الله لیس بظلام للعبید». این دو فراز مکمل یکدیگرند. 
وقتی که صحبت عذابهای دردناک می‌شود، فوراً به ذهن انسان می‌آید که چرا خدا چنین عذاب می‌کند؟ آیا این العیاذ بالله ظلم نیست از طرف خداوند؟ قرآن همیشه اینطور جواب می‌دهد: «ذلک بما قدمت ایدیکم» اینها همه به موجب آن چیزهایی است که دستهای خودتان آن‌ها را پیش فرستاده‌ است، یعنی تمام این عذابها و متقابلاً نعیمها، عذابها و نعیمهایی است که به دست خودتان آن‌ها را پیش فرستاده‌اید. 
خدا هرگز به بندگان خودش ظلم نمی‌کند. آیات قرآن که این مطلب را می‌رساند زیاد است. در قرآن، همیشه عموم مشیت الهی به چشم می‌خورد یعنی قرآن در مسئله مشیت الهی چنین نیست که مثلاً ثنوی باشد و بگوید بعضی امور تحت مشیت الهی است.
ولی بعضی دیگر تحت مشیت الهی نیست، بلکه می‌گوید همه چیز تحت مشیت الهی است ولی انتساب هر چیزی به اراده خداوند از مجرای سبب و علت خودش است. کارهای بشر هم انتسابش به خداوند از طریق خود بشر و اختیار و اراده اوست.

## برزخ در روایات
پس از مرگ، اول از جهان دنیا به جهان برزخِ اول، وارد می‌شویم که عالمی میان دنیا و آخرت است از آیات الهی اینگونه استنباط می‌گردد که برزخ نیز دوگونه است، ابتدا برزخ تدریجی است که با مرگ هر انسان آغاز می‌گردد، سپس در پایان جهان با صورت اول برزخ همه هستی به‌مدت ۴۰ سال آغاز می‌گردد.
در روایات در خصوص عالم برزخ مسائلی مطرح شده‌است که بخشی ازان عبارتند از:
1. ورود به قبر و فشار آن
2. سؤال فرشتگان نکیر و منکر
3. تقسیم افراد به سه دسته: برخی که نامه اعمالشان خوب است به بهشت برزخی وارد می‌شوند، دسته دیگر که نامه اعمالشان سیاه است به دوزخ برزخی[پیوند مرده]  و دسته سوم بلاتکلیفند و در حالتی مشابه خواب تا صبح قیامت به سر می‌برند.[۳]

## فلسفه وجود عالم برزخ
علامه حسن‌زاده در این باره می‌گوید: که طفره مطلقاً چه در عالم ماده و چه در عالم معنا محال است، مثلاً انسان که در هر مرتبه‌ای از مراتب فعلیت باشد تا جمیع مراتب مادونش را نگذرانده و استیفاء نکرده باشد به آن مرتبه از فعلیت نمی‌تواند برسد، در مرتبه بدن، از ماده و طبع گرفته تا آن فعلیت را که دار است.
و همچنین در مرتبه روح، از عقل هیولای گرفته تا آن فعلیت که داراست؛ مثلاً عقل هیولانی به عقل بالفعل نمی‌رسد، مگر اینکه عقل بالملکه را گذرانده باشد وگرنه ممکن نیست چون طفره محال است.
بر همین اساس و اصل مسلّم بین حکما و دانشمندان است که نتیجه گرفته می‌شود، هیچ روح انسانی بدون برزخ نمی‌تواند وارد عالم محشر و بهشت یا جهنم ابدی شود؛ زیرا انتقال از محیطی به محیط دیگر که از هر نظر با محیط اول متفاوت است، در صورتی قابل تحمل خواهد بود که مرحله میانه‌ای وجود داشته باشد؛ مرحله‌ای که بعضی از ویژگیهای مرحله اول و پاره‌ای از ویژگیهای مرحله دوم در آن جمع باشد.

## بهشت و جهنم برزخی
غیر از بهشت و جهنم قیامت، بهشت و جهنم دیگری در عالم برزخ وجود دارد که در آن خلود (جاودانگی) نیست، بلکه پایان پذیر است و تا قیامت ادامه دارد؛
حتی در این بهشت و جهنم تکامل فرض دارد؛ یعنی ممکن است شخصی در بهشت باشد و درجاتش افزوده شود یا شخصی از جهنم آزاد شده یا عذاب او در اثر کارهای خیر بازماندگان تخفیف پیدا کند.